# SkyShowtime
A SkyShowtime egy európai előfizetéses video on demand over-the-top streaming szolgáltatás, amely a Comcast és a Paramount Global tulajdonában van. A szolgáltatás a 2022. szeptember 20-án indult az északi országokban. Tartalmait az Universal, a DreamWorks, a Sky, a Peacock, a Nickelodeon, a Showtime, a Paramount+ és a Paramount Pictures tartalomszolgáltatók által gyártott saját gyártású filmek és sorozatok képzik.

## Történet
2021 augusztusában a Comcast bejelentette, hogy megállapodást kötött a Paramount Global-al, hogy elindítsanak egy közös streaming szolgáltatást SkyShowtime néven, amely a két vállalat műsorait egyesíti. A szolgáltatás várhatóan 22 európai országban lesz elérhető.
2022 februárjában a szolgáltatás megkapta a teljes körű hatósági jóváhagyást.
2022. november 3-án egy nagyszabású amszterdami gálán jelentette be a SkyShowtime vezérigazgatója, hogy 2023 februárjában válik elérhetővé a szolgáltatás  Magyarországon és a régió több más országában.

## Kínálat
A szolgáltatás legfőképp a Paramount Global, Sky és az NBCUniversal műsortárjából fog válogatni, emellett megkapja a Peacock és a Paramount+ saját gyártású tartalmait is.

## Indulás
| Megjelenés dátuma    | Ország/Terület      |
| -------------------- | ------------------- |
| 2022. szeptember 20. | Dánia               |
| 2022. szeptember 20. | Finnország          |
| 2022. szeptember 20. | Norvégia            |
| 2022. szeptember 20. | Svédország          |
| 2022. október 25.    | Hollandia           |
| 2022. október 25.    | Portugália          |
| 2022. december 14.   | Bosznia-Hercegovina |
| 2022. december 14.   | Bulgária            |
| 2022. december 14.   | Horvátország        |
| 2022. december 14.   | Montenegró          |
| 2022. december 14.   | Szerbia             |
| 2022. december 14.   | Szlovénia           |
| 2023. február 14.    | Albánia             |
| 2023. február 14.    | Csehország          |
| 2023. február 14.    | Észak-Macedónia     |
| 2023. február 14.    | Koszovó             |
| 2023. február 14.    | Lengyelország       |
| 2023. február 14.    | Magyarország        |
| 2023. február 14.    | Románia             |
| 2023. február 14.    | Szlovákia           |
| 2023. február 28.    | Andorra             |
| 2023. február 28.    | Spanyolország       |

## Magyar indulás
A szolgáltató magyar indulása a tervek szerint 2023. február 14-én megtörtént, a „tesztüzem” során azonban a felületen sok hiányossággal lehetett találkozni: a menürendszer nehézkes, bosszantóan logikátlan működést produkált, ami csak korlátozottan volt magyar nyelvű, a tartalmak közül számos film, illetve sorozatévad hiányzik, a műsorok címei tekintetében pedig igazi „bábeli zűrzavar” volt megfigyelhető, miután valami külföldi, valami magyar címmel rendelkezik, de a kettő valamilyen ötvözetére is volt példa, ami valószínűleg egy rossz tükörfordítás eredménye volt.

## Lásd még
- Peacock
- Paramount+